# Цегвери
Цегвери (груз. წეღვერი) — село в Грузии. Находится в Хашурском муниципалитете края Шида-Картли, в 29 км к северу от административного центра края Хашури. В долине реки Лопанисцкали (правый приток Западного фроне). Высота над уровнем моря составляет 850 метров. Население — 28 человек (2014).